# Molophilus cooloola
Molophilus cooloola là một loài ruồi trong họ Limoniidae. Chúng phân bố ở miền Australasia.